# Ильятенка
Ильятенка — река в Московской области России, левый приток Исьмы.
Протекает по территории Наро-Фоминского района. Берёт начало у деревни Назарьево, в 15 км западнее города Наро-Фоминска, впадает в Исьму в 17 км от её устья.
Длина — 19 км (по другим данным — 17 км), площадь водосборного бассейна — 67,5 км². Равнинного типа. Питание преимущественно снеговое. Замерзает обычно в середине ноября, вскрывается в середине апреля:7—8. Извиваясь крутыми излучинами, река протекает по отрогам Смоленско-Московской возвышенности. Окрестности реки считаются одними из самых привлекательных для туристов, но относительно мало посещаемых. На Ильятенке стоят деревня Назарьево, посёлок совхоза «Архангельский» и деревня Блознево.
По данным государственного водного реестра России, относится к Окскому бассейновому округу. Речной бассейн — Ока, речной подбассейн — бассейны притоков Оки до впадения Мокши, водохозяйственный участок — Протва от истока до устья.